# آکیزوکی نوبورینوسوکه
آکیزوکی نوبورینوسوکه، اِگامی تارو (به ژاپنی: 秋月 登之助 Akizuki Noborinosuke); ۱ ژانویهٔ ۱۸۴۲ – ۶ ژانویهٔ ۱۸۸۵) سامورایی اهل ژاپن در دوره ادو بود. وی به عنوان ملازم در خدمت قلمروی آیزو بود. وی در جنگ بوشین در جبهه وفاداران به شوگون نبرد کرد. نقش وی به‌ویژه در هنگامیکه به عنوان یک افسر جزء در خدمت هیجی‌کاتا توشیزو در نبرد قلعه اوتسونومیا بارز است. وی در جنگ بوشین کشته نشد و پس از جنگ زنده ماند اما جزئیات مربوط به مرگ وی مشخص نیست.